# Dörtyol
Dörtyol ist eine Stadtgemeinde (Belediye) im gleichnamigen Ilçe (Landkreis) der Provinz Hatay in der türkischen Mittelmeerregion und gleichzeitig ein Stadtbezirk der 2012 gebildeten Büyükşehir Belediyesi Hatay (Großstadtgemeinde/Metropolprovinz). Dörtyol ist seit der Gebietsreform ab 2013 flächen- und einwohnermäßig identisch mit dem Landkreis.
Dörtyol liegt im Norden der Provinz am Mittelmeer. Ein kleiner Teil grenzt an die Provinzen Gaziantep und Osmaniye. Dörtyol bedeutet auf Deutsch „Kreuzung“ (wörtlich: „vier Wege“) und verdeutlicht die Bedeutung der Stadt als Kreuzungspunkt zwischen Anatolien und Syrien.

## Verwaltung
Dörtyol war Teil des Vilâyet (Provinz) Adana und gehörte seit 1923 zur neugegründeten Republik Türkei. Die heutige Provinz Hatay war bis 1938 französisches Mandatsgebiet und von 1938 bis 1939 kurzfristig als Staat Hatay unabhängig – allerdings ohne Dörtyol. 1939 wurde Hatay der Türkei angeschlossen und Dörtyol Teil dieser neuen Provinz. Durch die Bildung von zwei neuen Kreisen (Erzin, 1987 und Payas (Hatay), 2012) verlor Dörtyol über die Hälfte seines Territoriums.
(Bis) Ende 2012 bestand der Landkreis neben der Kreisstadt aus den sechs Stadtgemeinden (Belediye) Altınçağ, Karakese, Kuzuculu, Payas, Yeniyurt und Yeşilköy sowie sechs Dörfern (Köy) in zwei Bucaks, die während der Verwaltungsreform 2014 in Mahalle (Stadtviertel/Ortsteile) überführt wurden. Die sieben bestehenden Mahalle der Kreisstadt blieben erhalten, während die 23 Mahalle der sechs o. g. Belediye vereint und zu je einem Mahalle zusammengefasst wurden. Durch Herabstufung dieser Belediye und der Dörfer zu Mahalle sank deren Anzahl auf 15. Ihnen steht ein Muhtar als oberster Beamter vor.
Ende 2020 lebten durchschnittlich 8.493 Menschen in jedem Mahalle, 26.657 Einw. im bevölkerungsreichsten (Numune Evler Mah.).

## Bevölkerung
Die linke Tabelle zeigt die Ergebnisse der Volkszählungen, die E-Books der Originaldokumente entnommen wurden. Diese können nach Suchdateneingabe von der Bibliotheksseite des TÜIK heruntergeladen werden.
Die rechte Tabelle zeigt die Bevölkerungsfortschreibung des Kreises/Stadtbezirks Dörtyol und den ländlichen Bevölkerungsanteil (in Prozent). Die Daten wurden durch Abfrage über das MEDAS-System des Türkischen Statistikinstituts TÜIK nach Auswahl des Jahres und der Region ermittelt.
| Volkszählung | Volkszählung             | Volkszählung               | Volkszählung             |
| Jahr         | 00Kreisbe-00 völkerung00 | 00städt. Be-00 völkerung00 | ländlicher Anteil (in %) |
| ------------ | ------------------------ | -------------------------- | ------------------------ |
| 1940         | 27.632                   | 5490                       | 80,13                    |
| 1945         | 28.481                   | 4410                       | 84,52                    |
| 1950         | 30.247                   | 5720                       | 81,09                    |
| 1955         | 35.129                   | 7774                       | 77,87                    |
| 1960         | 43.127                   | 10293                      | 76,13                    |
| 1965         | 48.275                   | 11.595                     | 75,98                    |
| 1970         | 56.949                   | 12.947                     | 77,27                    |
| 1975         | 93.190                   | 19.390                     | 79,19                    |
| 1980         | 111.832                  | 25.905                     | 76,84                    |
| 1985         | 129.299                  | 30.722                     | 76,24                    |
| 1990         | 111.368                  | 47.144                     | 57,67                    |
| 2000         | 126.258                  | 53.597                     | 57,55                    |

| Bevölkerungsfortschreibung | Bevölkerungsfortschreibung | Bevölkerungsfortschreibung | Bevölkerungsfortschreibung |
| Jahr                       | 00Kreisbe-00 völkerung00   | 00Kreisstadt00             | ländlicher Anteil (in %)   |
| -------------------------- | -------------------------- | -------------------------- | -------------------------- |
| 2007                       | 140.517                    | 66.082                     | 52,97                      |
| 2008                       | 143.914                    | 67.430                     | 53,15                      |
| 2009                       | 145.846                    | 69.507                     | 52,34                      |
| 2010                       | 147.629                    | 70.856                     | 52,00                      |
| 2011                       | 149.471                    | 72.769                     | 51,32                      |
| 2012                       | 151.837                    | 75.110                     | 50,53                      |
| 2013                       | 115.251                    | 115.251                    | kein ländl. Anteil mehr    |
| 2014                       | 117.053                    | 117.053                    | kein ländl. Anteil mehr    |
| 2015                       | 118.761                    | 118.761                    | kein ländl. Anteil mehr    |
| 2016                       | 121.423                    | 121.423                    | kein ländl. Anteil mehr    |
| 2017                       | 122.568                    | 122.568                    | kein ländl. Anteil mehr    |
| 2018                       | 123.891                    | 123.891                    | kein ländl. Anteil mehr    |
| 2019                       | 125.138                    | 125.138                    | kein ländl. Anteil mehr    |
| 2020                       | 127.399                    | 127.399                    | kein ländl. Anteil mehr    |

## Sehenswürdigkeiten
In der Nähe von Dörtyol wird bei der Ausgrabungsstätte Kinet Höyük der antike Ort Issos vermutet, wo 333 v. Chr. die Schlacht bei Issos stattfand.

## Persönlichkeiten
- Bilal Göregen (* 1988), Straßenmusiker und Schlagzeuger